# Шарль Гонзага-Неверський
Шарль Гонзага-Неверський також Карло II Гонзага, Карло Гонзага-Неверський (фр. Charles Gonzague, італ. Carlo di Gonzaga-Nevers), ( 22 жовтня 1609 —  30 серпня 1631) — герцог Майєнн та д'Егійон у 1621—1631 роках, маркіз де Віяр, граф Мена та Танда, син герцога Мантуї, Невера та Ретеля Карла I Гонзага-Неверського та лотаринзької принцеси Катерини.

## Життєпис
Шарль народився 22 жовтня 1609 року в Парижі. Він був другою дитиною та другим сином в родині герцога Неверу та Ретеля Карла I Гонзага-Неверського та його дружини Катерини Лотаринзької. Мав старшого брата Франсуа. Згодом в сім'ї з'явився молодший син Фердинанд та доньки Марія Луїза, Бенедетта та Анна Марія. Хлопчик втратив матір, коли йому було вісім. Батько більше не одружувався.
У віці 11 років отримав від дядька, Генріха де Гіза, титули герцог Майєнна та д'Егійона.
Будучи 18-річним, повінчався із своєю одноліткою Марією Гонзага, герцогинею Монтферрата та претенденткою на престол Мантуї. Союз був організований його родичем з династії Гонзага — герцогом Вінчецо, що не мав спадкоємців. Весілля відбулось 25 грудня 1627 у Мантуї. Наступного дня батько Шарля успадкував Мантуанське герцогство, яке було посагом, що дав Вінченцо за Марією.

Свої претензії на Мантую мали також Чезаре II Гонзага, герцог Гвасталли, та імператор Фердинанд II Габсбург, через що почалася війна за Мантуанський спадок.

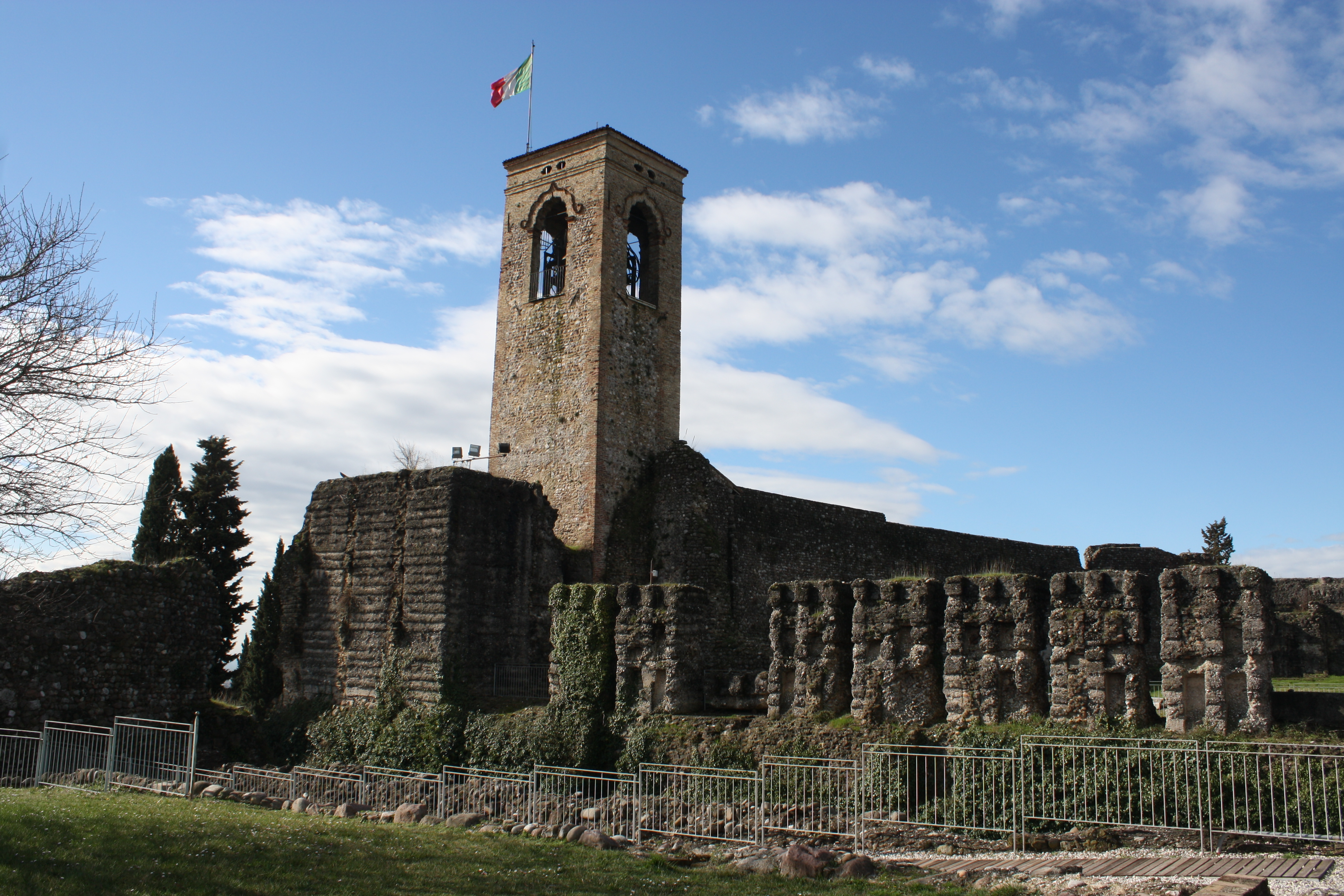
Замок Кавріани

В цей час у Шарля та Марії народилося троє дітей. У квітні 1631 був заключений Кераскський мир, що підтвердив права родини Неверів на Мантую. За кілька місяців Шарля Гонзага-Неверського не стало.
Він помер у замку Кавріани, де перебував на лікуванні. Поховали Шарля у сантуарії Санта-Марія-делла-Грація в Куртатоне, поблизу столиці.

## Родина
Дружина — Марія Гонзага, Мантуанська
Дітиː
- Марія[1]
- Карл (1629—1665) — герцог Мантуї та Монтферрату, герцог Неверу, Ретелю та Майєнну, князь Аршу, був одруженим з Ізабеллою Кларою Австрійською, мав єдиного сина;
- Елеонора (1630—1686) — дружина імператора Священної Римської імперії Фердинанда III, мала сина та трьох доньок.